# 圓長頸龜
圓長頸龜（學名：Chelodina steindachneri）为蛇頸龜科小長頸龜屬下的最小的种，與東澳長頸龜相似。

## 正模標本
|  |  |